# 강정우 (배우)
강정우(1984년 2월 29일 ~ )는 대한민국의 배우이다.

## 드라마
- (2017년) (유튜브) 《우리도 사랑이 필요해》 ... 정우 역
- (2018년) (SBS) 《여우각시별》 ... 유 사무관 역
- (2019년) (JTBC) 《눈이 부시게》 ... 독산동 핵주먹 역
- (2019년) (SBS) 《빅이슈》 ... 배성준 역
- (2020년) (TvN) 《드라마 스테이지 - 남편한테 김희선이 생겼어요》 ... 이동성 역
- (2020년) (TvN) 《슬기로운 의사생활》 ... 희귀병 환자 훈의 아버지 역
- (2020년) (OCN) 《경이로운 소문》 ... 석공 한씨 역
- (2022년) (TvN) 《군검사 도베르만》 ... 군의관 역
- (2022년) (tving) 《돼지의 왕》 ... 이기원 역

## 영화
- (2008년) 《화이트데이》 ... 지도진 병장 역
- (2009년) 《거칠고, 힘들고, 슬프다》 ... 형국 역
- (2009년) 《사사건건》 ... 지도진 병장 역
- (2010년) 《파괴된 사나이》 ... 보험회사 남직원 역
- (2011년) 《달뜨는 도시》
- (2012년) 《시험비행》 ... 식약청 직원 역
- (2012년) 《택시 드라이버》 ... 창남 역
- (2013년) 《친구 2》 ... 주차요원 역
- (2017년) 《1987》 ... 이종창 역
- (2021년) 《메이드 인 루프탑》 ... 이정민 역
- (2021년) 《강릉》 ... 김철기 역
- (2022년) 《불도저에 탄 소녀》 ... 김인영 대리 역
- (2022년) 《늑대사냥》 ... 최영달 역